# 決闘の町 (1953年の映画)
『決闘の町』（けっとうのまち、原題:Law and Order）は、1953年のアメリカの西部劇映画。1932年製作の映画『死の拳銃狩』をリメイクした作品。
日本では劇場未公開だが、1980年に主演のロナルド・レーガンがアメリカ合衆国大統領に就任したことを記念して、1981年1月21日に日本テレビ『水曜ロードショー』にて「祝 大統領就任特別企画」と銘打って初公開された。

## あらすじ
1882年。村の保安官ジョンソンは厳正な仕事ぶりで名高い。住民達はジョンソンに非協力的であり、やる気を失ったジョンソンは他の土地への移住を決意。コットンタウンという町に腰を落ち着けようとするが、そこで早速事件に巻き込まれる。
コットンタウンでは、ジョンソンを恨むダーリングがボスとして居座っていた。判事のウィリアムズはジョンソンに保安官になるように依頼するが、ジョンソンは拒否。代わりに弟が保安官に着任。しかしジョンソンの弟はダーリングの弟ともめた挙句、射殺される。ジョンソンはウィリアムズに自分に全権を与えるなら保安官の職を引き受けると要求。ウィリアムズは住民の武器の所有を禁じる法案を通過させ、住民達は全員銃器の所持を禁じられる。
実はこの頃ジョンソンのもう一人の弟はダーリングの妹と恋仲になっており、恋愛をやめさせようとしたダーリングの弟ともみ合って射殺する事件を起こす。正当防衛と思われる状況だったが、ダーリングはジョンソンの弟を故意に逃がす一方でジョンソンが住民達から武器を取り上げておいて自分の弟の犯罪は見逃していると非難する。武器を取り戻そうとする住民達とジョンソンはもみ合いになり、その最中ジョンソンとダーリングは取っ組み合いを始める。馬車に乗って逃亡を図るダーリング、なおも追うジョンソン。ダーリングは馬車から転落し走り込んで来た別の馬車に轢かれ死亡。ジョンソンの弟は見逃すことも可能だったが、ジョンソンは弟に裁判を受けさせるために追跡を始めるのだった。

## キャスト
| 役名                 | 俳優                         | 日本語吹替                                     |
| 役名                 | 俳優                         | 日本テレビ版                                   |
| -------------------- | ---------------------------- | ---------------------------------------------- |
| フレーム・ジョンソン | ロナルド・レーガン           | 若山弦蔵                                       |
| ジニー               | ドロシー・マローン           | 高橋ひろ子                                     |
| ルート               | アレックス・ニコル           | 仲木隆司                                       |
| ジミー               | ラッセル・ジョンソン         | 池田秀一                                       |
| マリア               | ルース・ハンプトン           | 土井美加                                       |
| デンバー             | チャビー・ジョンストン       | 田村錦人                                       |
| カート               | プレストン・フォスター       | 青木義朗                                       |
| フランク             | デニス・ウィーバー           | 小島敏彦                                       |
| バート               | ドン・ゴードン               | 幹本雄之                                       |
| フィン               | バリー・ケリー               | 細井重之                                       |
| ジェド               | ジャック・ケリー             | 千田光男                                       |
| ベン                 | ウィリアム・オニール         | 高木二朗                                       |
| 判事                 | リチャード・ガリック         | 宮内幸平                                       |
| ディクソン           | トーマス・ブラウン・ヘンリー | 仁内建之                                       |
| マーチン             | ジェームス・ストーン         | 大久保正信                                     |
| ウィン               | グレッグ・バートン           | 和田啓                                         |
| パーカー             | トリストラム・コフィン       | 国坂伸                                         |
| デュランゴ           | ウォーリー・カッセル         | 平林尚三                                       |
| サム                 | フィル・チェンバース         | 飯塚昭三                                       |
| アリー               | ジャック・デイリー           | 城山知馨夫                                     |
| ジョニー             | ドン・ガーナー               | 二又一成                                       |
| クラリサ             | ヴァレリー・ジャクソン       | 有馬瑞香                                       |
|                      |                              |                                                |
| 演出                 | 演出                         | 松川陸                                         |
| 翻訳                 | 翻訳                         | 大野隆一                                       |
| 効果                 | 効果                         | PAG                                            |
| 調整                 | 調整                         | 栗林秀年                                       |
| 制作                 | 制作                         | グロービジョン                                 |
| 解説                 |                              |                                                |
| 初回放送             | 初回放送                     | 1981年1月21日 『水曜ロードショー』 21:02-22:55 |

## スタッフ
- 監督：ネイザン・ジュラン
- 製作：ジョン・W・ロジャース
- 原作：W・R・バーネット
- 脚本：ヴァーネル・ベグネリス、ジョン・バグニ、ダニエル・D・ボーチャンプ
- 撮影：クリフォード・スタイン
- 音楽監督：ジョセフ・ガーシェンソン